# 窪地

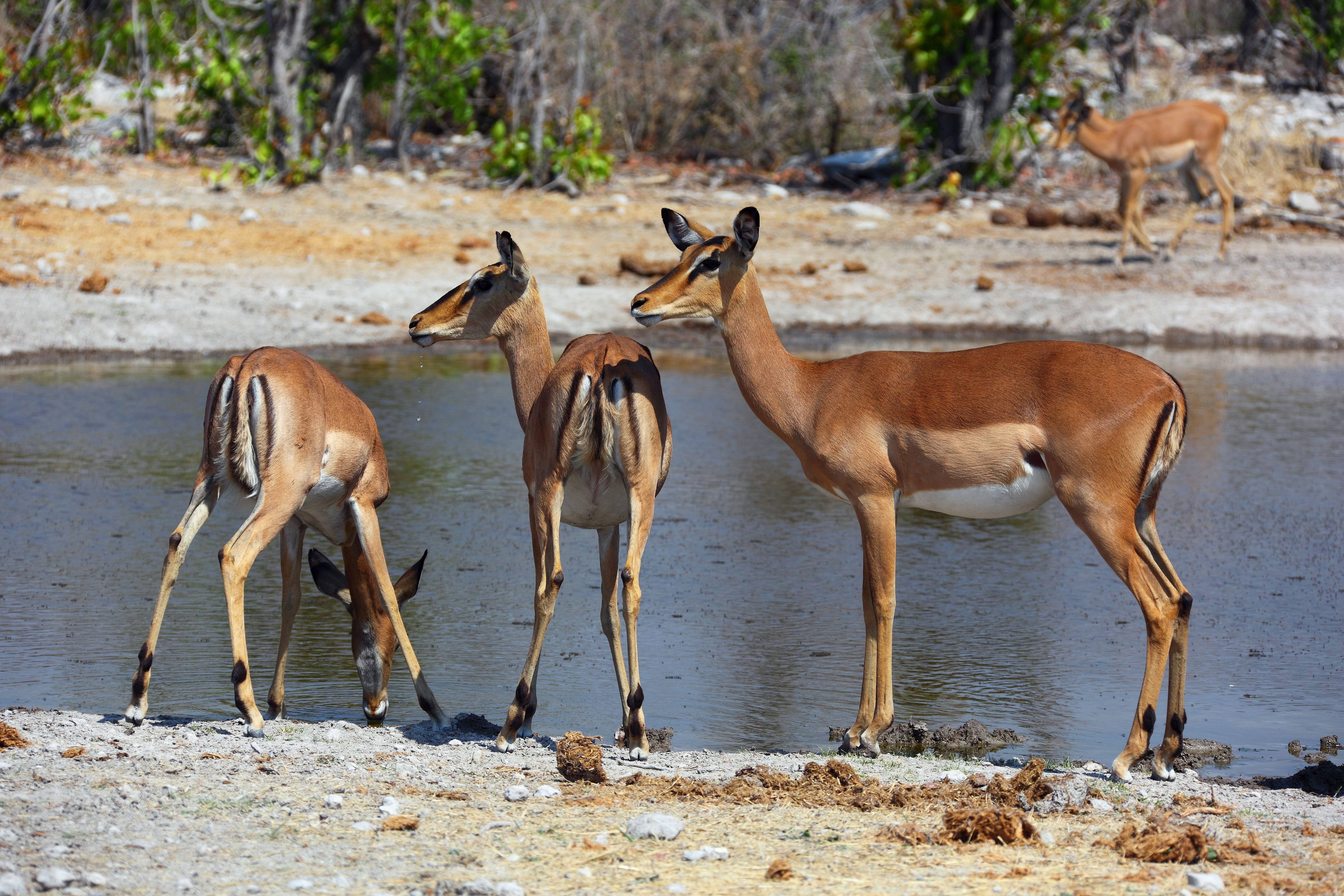
水坑也是一種天然的洼地，动物會來到水坑邊喝水

在地质学中，洼地（英语：Depression）是指一種海拔低於周围地区的地形。窪地形成的原因多種多樣。窪地排水功能不太好，所以窪地中心容易積水，並且窪地容易形成湖泊。